# Filialkirche Pongrazen

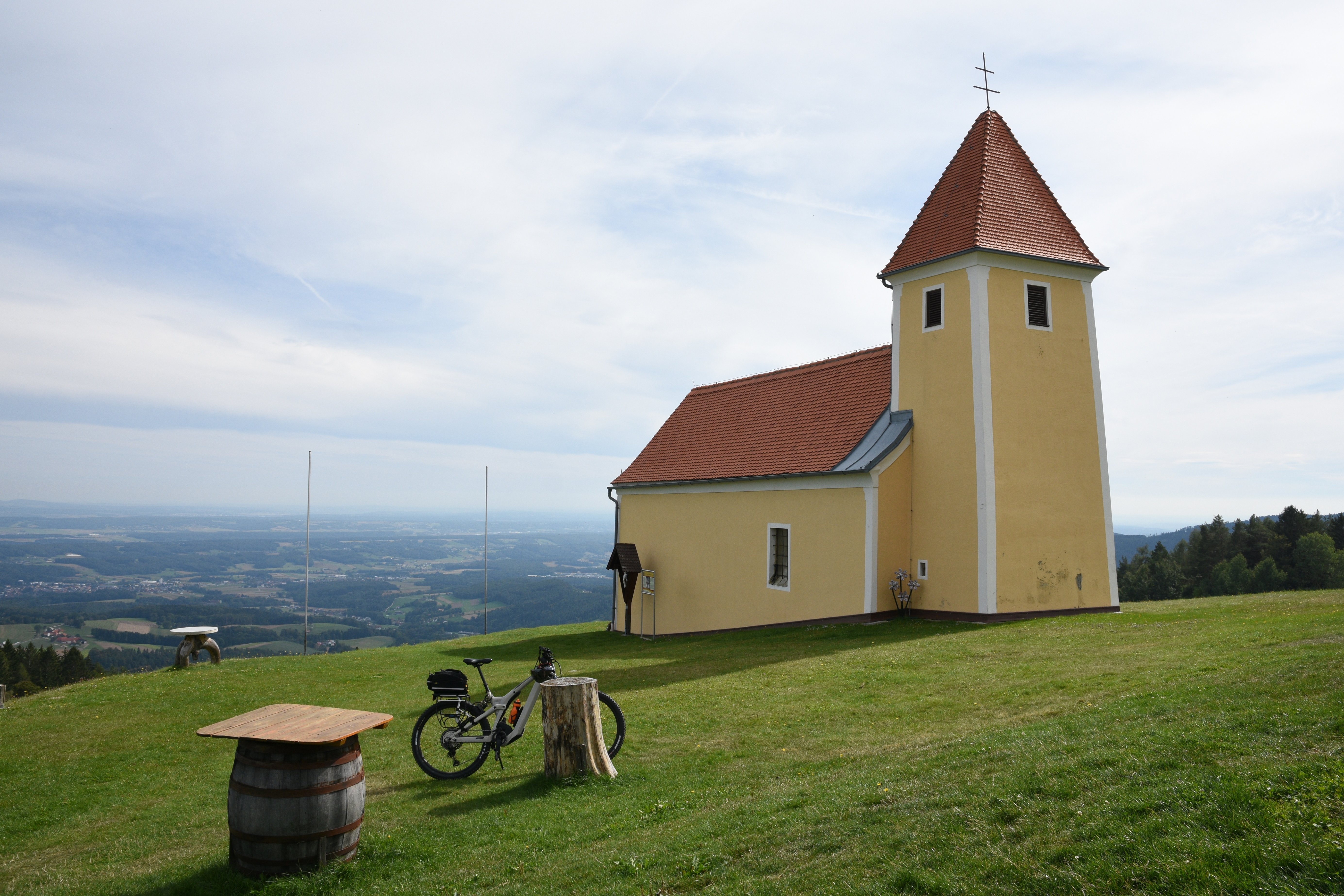
Katholische Filialkirche hl. Pankratius in Pongrazen

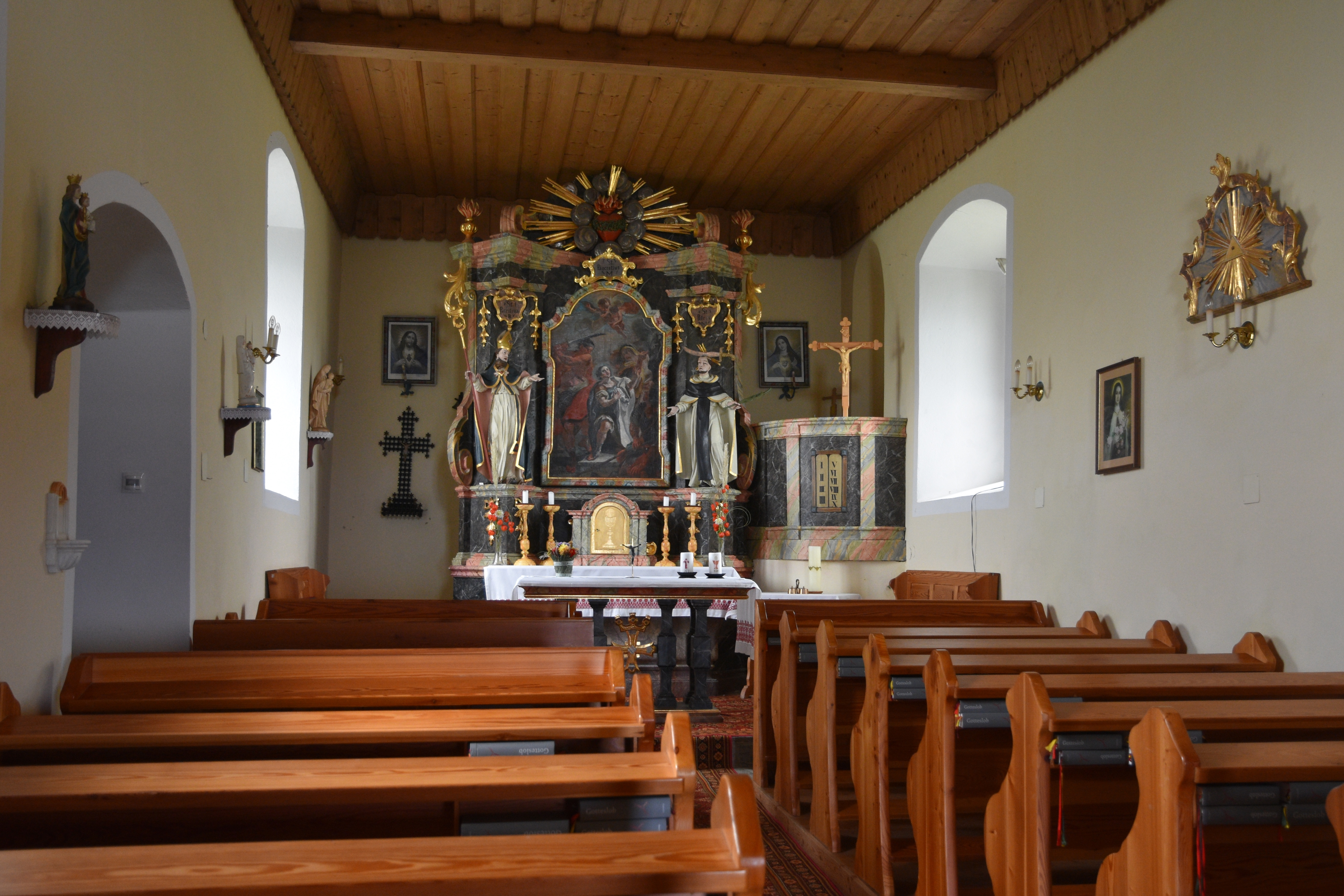
Langhaus, Blick zum Altar

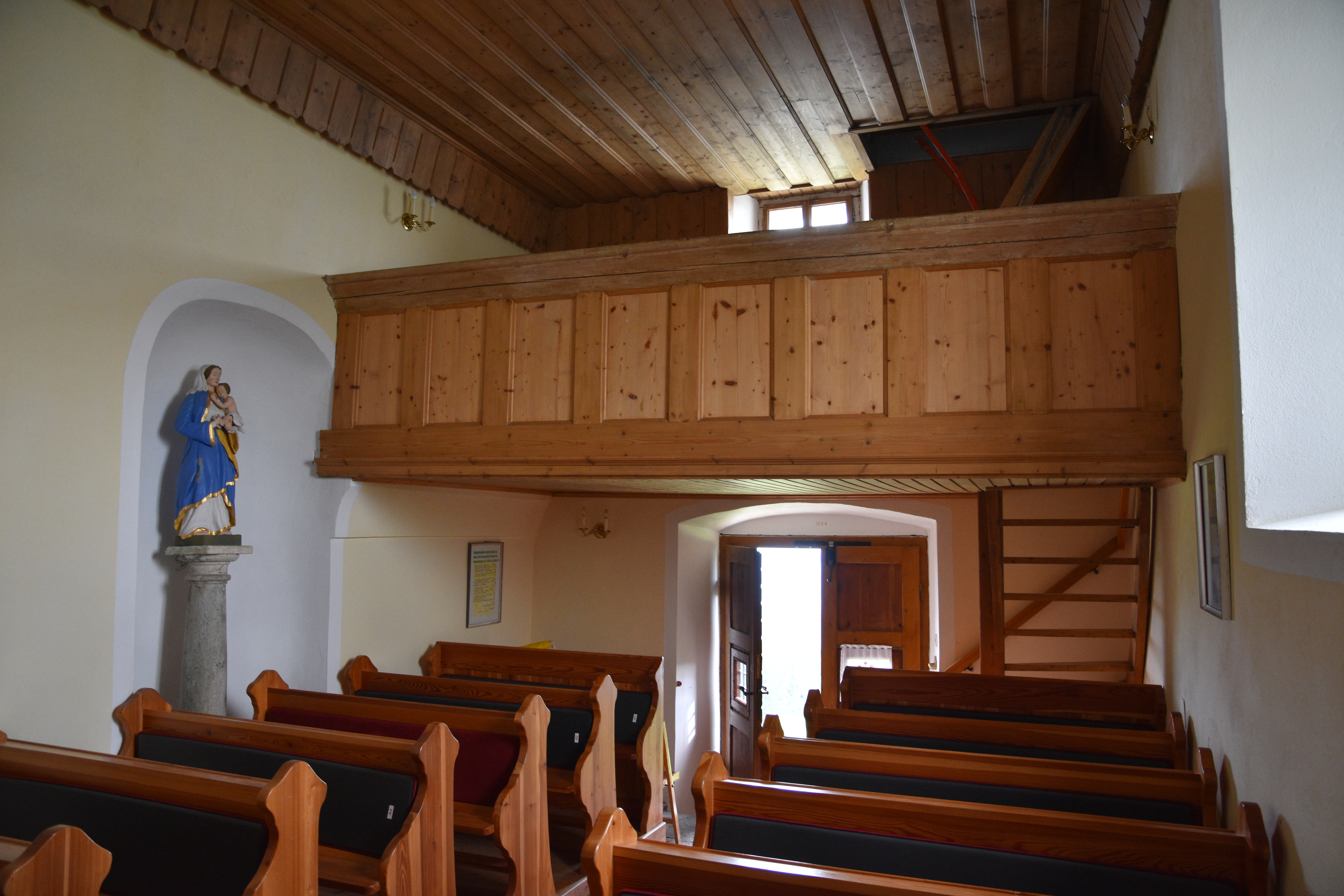
Langhaus, Blick zur Empore

Die römisch-katholische Filialkirche Pongrazen steht auf einer Anhöhe im Westen der Ortschaft Pongrazen in der Marktgemeinde Grafendorf bei Hartberg im Bezirk Hartberg-Fürstenfeld in der Steiermark. Die dem Patrozinium des Heiligen Pankratius unterstellte Filialkirche gehört zur Region Oststeiermark (Dekanat Hartberg) in die Diözese Graz-Seckau. Die Kirche steht unter Denkmalschutz (Listeneintrag).

## Geschichte
Urkundlich wurde 1544 eine Kirche genannt. Nach einem Blitzeinschlag 1800 wurde die Kirche erneuert.

## Architektur und Inneneinrichtung
Die einfach Saalraumkirche hat im Osten einen vorgestellten Turm unter einem Zeltdach. Das Kircheninnere zeigt im Saalraum unter einer Flachdecke einen gegen Westen ansteigenden Fußboden.
Den kleinen Hochaltar schuf Wolf Schmidt 1743, er zeigt das Hochaltarbild die Marter des hl. Pankraz. An der Epistelseite ist dem Altar eine einfache Kanzel mit einer Viertelkreis-Brüstung angefügt. In einer Wandnische befindet sich auf einer Säule die Marienfigur als Kopie der Mariazeller Madonna mit der Jahresangabe 1681.
Ein Luster im Jugendstil entstand um 1900.